# Les Caprices du cœur
Pour plus de détails, voir Fiche technique et Distribution.
Les Caprices du cœur (Straight from Paris) est un film dramatique muet américain réalisé par Harry Garson en 1921 et mettant en vedette Clara Kimball Young, Bertram Grassby et William P. Carleton

## Fiche technique
- Titre original : Straight from Paris
- Réalisation : Harry Garson
- Assistant de réalisation : Jack Boland
- Scénariste : Sada Cowan
- Société de production : Equity Pictures Corporation
- Date de sortie: États-Unis  : mai 1921

## Distribution
- Clara Kimball Young : Lucette Grenier
- Bertram Grassby : Robert Van Austen
- William P. Carleton : John Van Austen
- Betty Francisco : Doris Charming
- Thomas Jefferson : Henri Trevel
- Gerard Alexander : Mrs. Stevenson
- Clarissa Selwynne : Mrs. Van Austen